# Жавров
Жавров (укр. Жаврів) — село, входит в Гощанскую поселковую общину Ровненского района Ровненской области Украины.
Население по переписи 2001 года составляло 522 человека. Почтовый индекс — 35454. Телефонный код — 3650. Код КОАТУУ — 5621282701.